# 诸御鞅
诸御鞅（?—?），春秋时代齐国齐简公的御者。
前481年，齐国大臣陈恒和阚止互相争斗，诸御鞅劝齐简公：“陈、阚不可并也，君其择焉。”齐简公不听，结果最后被陈恒杀死，后悔地说：“吾早从鞅之言，不及此。”